# Belucistan (Pakistan)
Belucistan sau Baluchistan este o provincie din sud-vestul Pakistanului cu o suprafață de 347,190 km2  și 7 914 000 locuitori (2011). Centrul administrativ este Quetta cu 896 090 locuitori (2010). Relieful este variat și cuprinde munții Suleiman și Kirthar, câmpii întinse, nefertile, deșert arid și mlaștini. În Antichitate provincia Belucistan a făcut parte din Gedrosia și Alexandru cel Mare a traversat-o în 325 î.Hr. Apoi a fost inclusă în regatul Bactriana (Bactria). Între sec. VII-X d.Hr. a fost cârmuită de arabi. S-a aflat sub stăpânirea Persiei timp de secole, cu excepția unei perioade când a aparținut Imperiului Mogul (1594-1638). În 1876 a devenit colonie a Marii Britanii, iar în 1887 parte a Indiei britanice. Belucistanul a fost inclus în Pakistan în 1947-1948, fiind făcut provincie separată în 1970. În văile fertile se cultivă grâu, sorg și orez. Se cresc ovine și caprine.  Industria este bazată pe prelucrarea lânii și a bumbacului.